# Jan Krawczyk
Jan Karol Krawczyk (10 de junho de 1956 - 14 de julho de 2018) é um ex-ciclista profissional polonês. Terminou em terceiro lugar na competição Volta à Polónia de 1979.